# Revision Control System
Revision Control System (RCS) – wczesny system kontroli wersji plików wywodzący się ze środowiska Unix autorstwa niemieckiego programisty Waltera F. Tichy, który upublicznił go w 1982 roku.
Zbiór narzędzi RCS służy do kontrolowania zmian pojedynczych, lokalnych plików. Historia zmian pliku przechowywana jest w kopii z sufiksem rozszerzenia ,v. Tym samym historia kodu main.c przechowywana jest w main.c,v. Powyższe pliki historii opcjonalnie można było składować razem w podkatalogu o nazwie RCS. Pozwala to dokumentować poszczególne zmiany wprowadzane w plikach oraz odtwarzać ich wcześniejsze wersje, gdy zajdzie taka potrzeba.
Oparcie na lokalnych plikach było jednocześnie słabością rozwiązania, bowiem ograniczało współpracę programistów pracujących nad tym samym kodem, wymuszając wgrywanie i rejestrację zmian na komputerze, do którego dostęp musieli mieć wszyscy edytorzy. W konsekwencji w 1986 roku na bazie RCS Dick Grune zbudował daemona CVS (ang. Concurrent Versions System), pozwalającego na przesyłanie zmian do zdalnego repozytorium RCS na serwerze.
Najbardziej podstawowe komendy dla RCS to: rcs, ci (ang. checkin), co (ang. checkout).